# Polyceratocarpus laurifolius
Polyceratocarpus laurifolius är en kirimojaväxtart som beskrevs av Jorge Américo Rodrigues Paiva. Polyceratocarpus laurifolius ingår i släktet Polyceratocarpus och familjen kirimojaväxter. Inga underarter finns listade i Catalogue of Life.